# Milhostov
Obec Milhostov (německy Mühlessen) se nachází v okrese Cheb, kraj Karlovarský. Milhostov je součástí Svazku obcí Kamenné Vrchy. Žije zde 313 obyvatel.

## Historie
Obec Milhostov podle historických pramenů vznikla už před rokem 1181 v době, kdy zde bylo slovanské osídlení. V historii Chebska je znám Milhostov z roku 1300 jako Miloz, později Miloc, Miloce. První písemná zmínka o obci pochází z roku 1219.
Zdejší kostel sv. Mikuláše, zbytek dřívějšího hradiště (strážní věž) byl otevřen roku 1306. V době posledních Přemyslovců nastalo poněmčování českého pohraničí. Celé Chebsko postupně vzalo na sebe německý ráz. Na rozhraní 12. a 13. století byl Milhostov šlechtickým sídlem, měl jej majetkem Popo z Milhostova. V době Karla IV. byl Milhostov rozdělen na 24 hospodářství, a bylo poddané až do roku 1848 městu Chebu.
Po druhé světové válce došlo v roce 1946 k vysídlení zdejšího německého obyvatelstva, do té doby tu žilo asi 600 obyvatel. Zůstaly tu jen tři německé rodiny. Obec dosídlili Češi, Slováci, Maďaři, Rumuni, Rómové, volynští Češi. Ke dni 29. 8. 2008 zde žilo 357 obyvatel.
První zmínku o škole lze zaznamenat kolem roku 1580. Byla to dřevěná stavba městského typu. Směrem k návsi byla jednoposchoďová, na opačné straně sahala střecha až k zemi. Tento dům však nebyl vystavěn pro školu, nýbrž byl farou. Stará fara s kostelem vyhořely při nájezdech Husitů na Chebsko. Roku 1861 byla na jejím místě vystavěna kamenná budova. Česká škola byla otevřena 3. září 1946. Škola fungovala dlouhá léta jako dvojtřídka, pak tři roky trojtřídka.

## Obyvatelstvo
Při sčítání lidu v roce 1921 zde žilo 330 obyvatel, z nichž 329 obyvatel bylo německé národnosti a jeden cizozemec. Všichni se hlásili k římskokatolické církvi.
| Rok            | 1869 | 1880 | 1890 | 1900 | 1910 | 1921 | 1930 | 1950 | 1961 | 1970 | 1980 | 1991 | 2001 | 2011 |
| -------------- | ---- | ---- | ---- | ---- | ---- | ---- | ---- | ---- | ---- | ---- | ---- | ---- | ---- | ---- |
| Počet obyvatel | 359  | 374  | 371  | 307  | 366  | 330  | 376  | 119  | 120  | 223  | 225  | 242  | 246  | 261  |
| Počet domů     | 51   | 52   | 55   | 50   | 53   | 51   | 52   | 55   | 40   | 30   | 26   | 33   | 33   | 39   |

| Rok            | 1869 | 1880 | 1890 | 1900 | 1910 | 1921 | 1930 | 1950 | 1961 | 1970 | 1980 | 1991 | 2001 | 2011 |
| -------------- | ---- | ---- | ---- | ---- | ---- | ---- | ---- | ---- | ---- | ---- | ---- | ---- | ---- | ---- |
| Počet obyvatel | 904  | 922  | 861  | 739  | 810  | 782  | 810  | 304  | 323  | 389  | 341  | 308  | 322  | 325  |
| Počet domů     | 125  | 131  | 141  | 123  | 122  | 121  | 119  | 105  | 59   | 53   | 45   | 54   | 57   | 64   |

## Pamětihodnosti
- Kostel svatého Mikuláše
- Krucifix

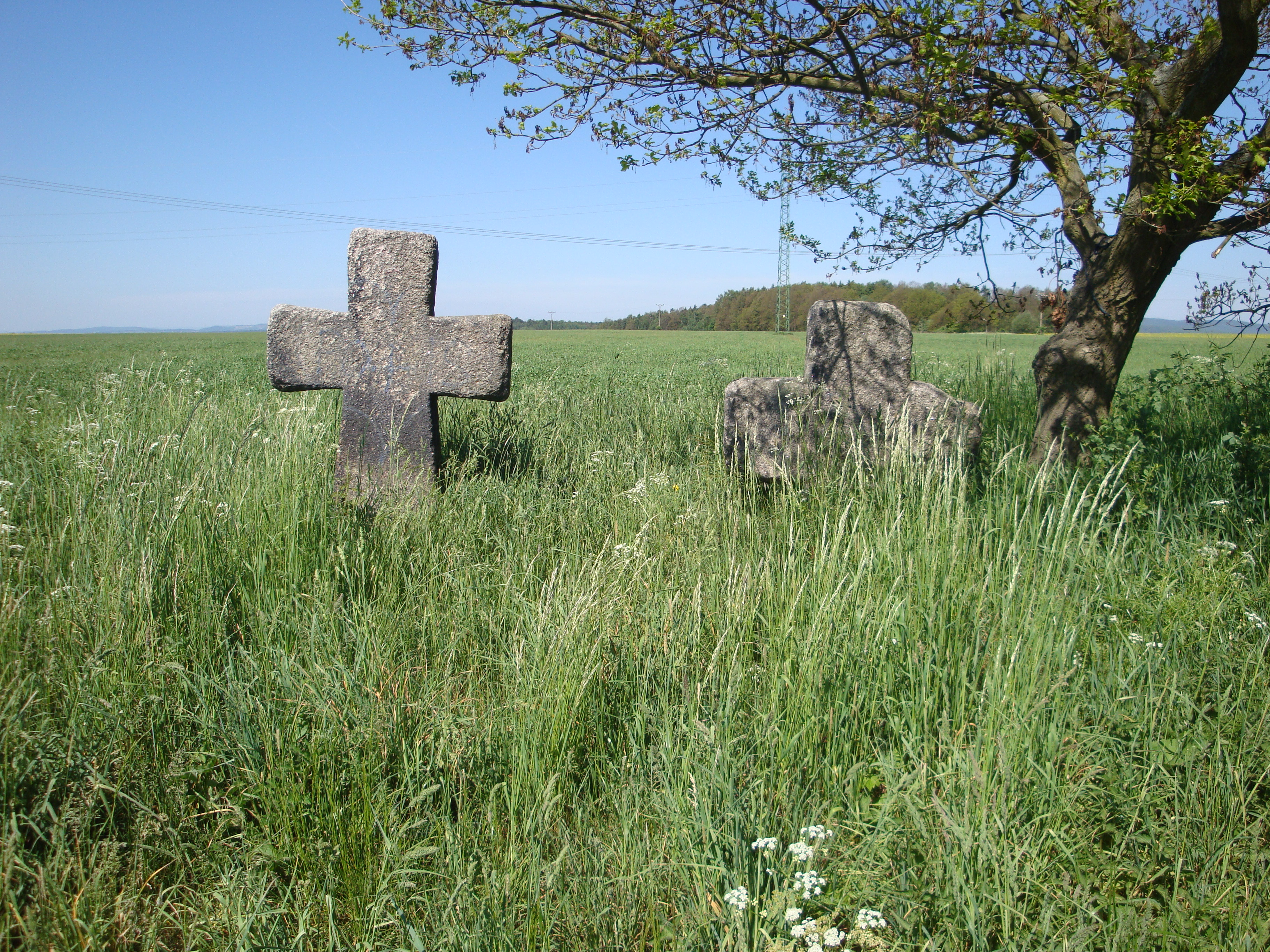
Smírčí kříže Milhostov (stav 2011)

- Sloup se sochou Panny Marie na návsi
- Hraniční kříž
- 6 smírčích křížů
- památník první a druhé světové války
- Přírodní rezervace Děvín

## Části obce
- Milhostov (k. ú. Milhostov, Děvín a Doubrava u Milhostova)
- Hluboká (k. ú. Hluboká u Milhostova a Dolní Částkov)
- Vackovec (k. ú. Vackovec)

V letech 1964–1973 k obci patřila i Horka.